# Vladimíra Vávrů
Vladimíra Vávrů (* 18. června 1974 Dačice) je česká malířka a sochařka.

## Kariéra
Absolvovala SUPŠ v Bechyni. Od roku 1994 tvoří na volné noze. Vystavovala v Dačicích, Telči, Praze, nebo v Bavorské Železné Rudě.
Začínala jako výrobce užitkové a autorské keramiky, postupně se přes sošky do interiéru i exteriéru propracovala až k dílům v životní velikosti pro veřejný prostor. Věnuje se rovněž malbě, především oleji, pastelu a akvarelu; její doménou jsou romantické krajinky a tajemné scény plné fantaskních tvorů, symbolů a referencí.
Jejími inspiracemi jsou příroda, krajina v okolí Dačic, rodina, staré báje, mytologie, ale především její vlastní fantazie.

## Galerie

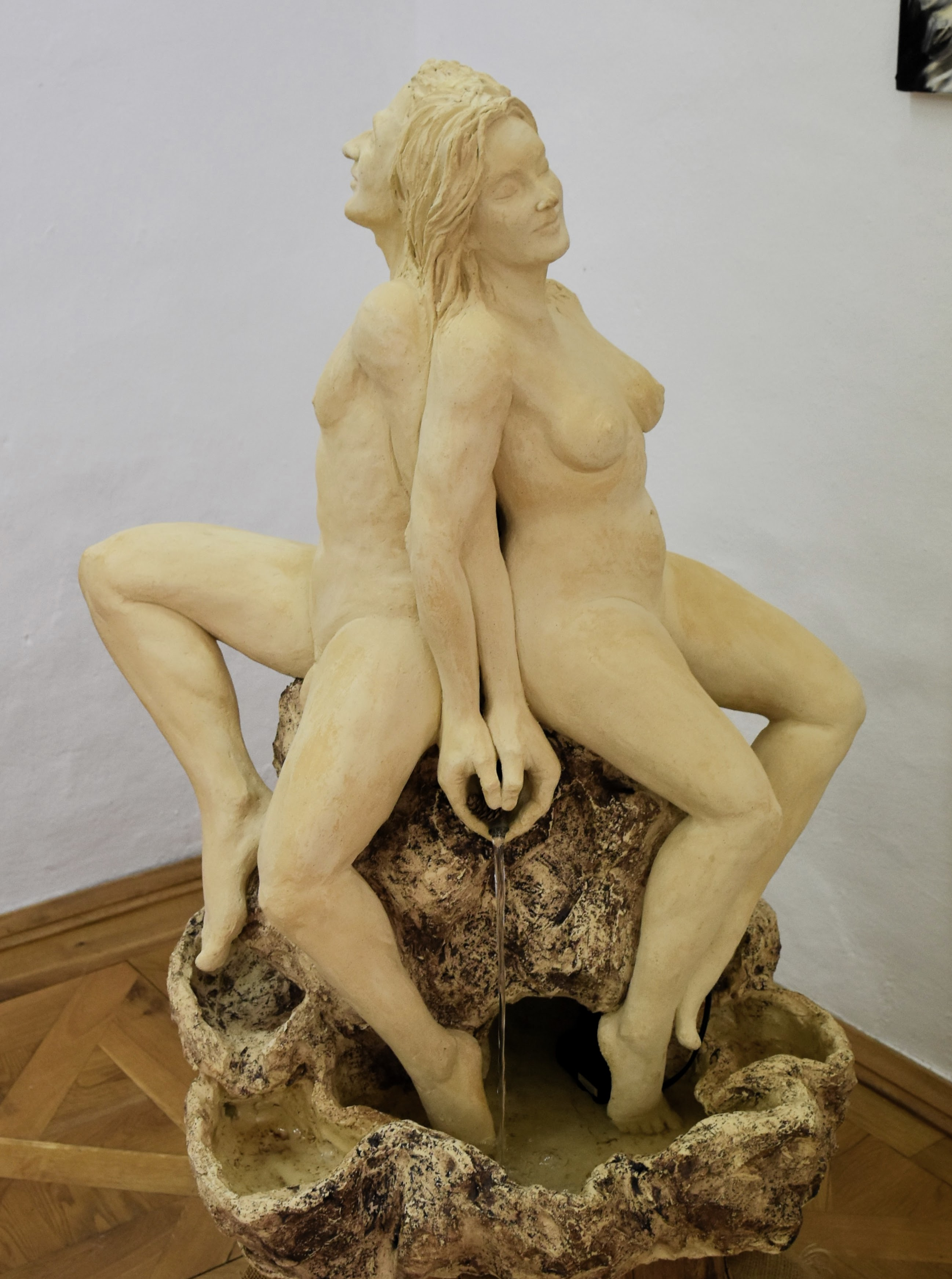
Fontána propojení, šamotová hlína, cca 75 cm
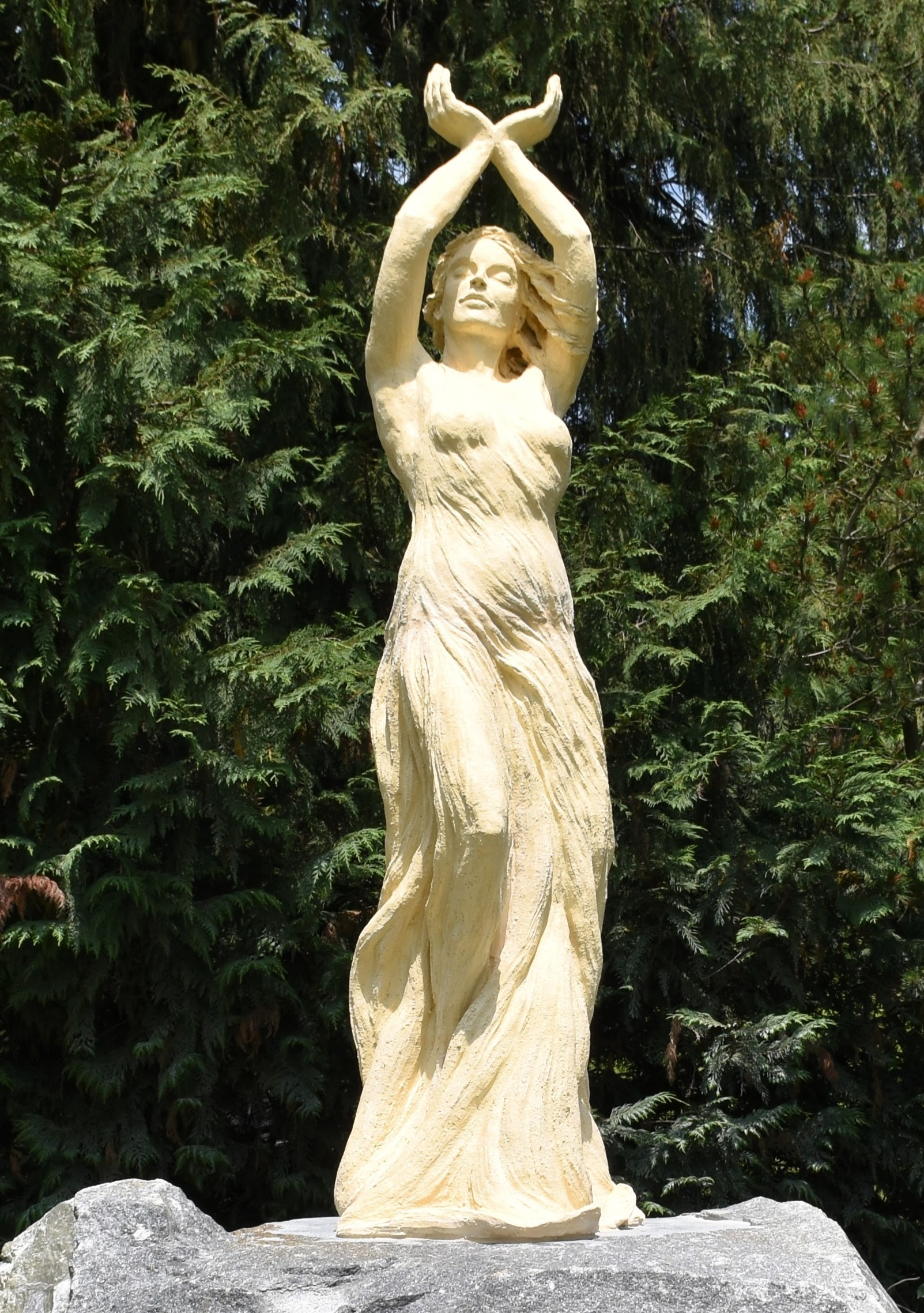
Víla dechu, šamotová hlína, výška 180 cm